# St.-Nikolaus-Kirche (Denekamp)

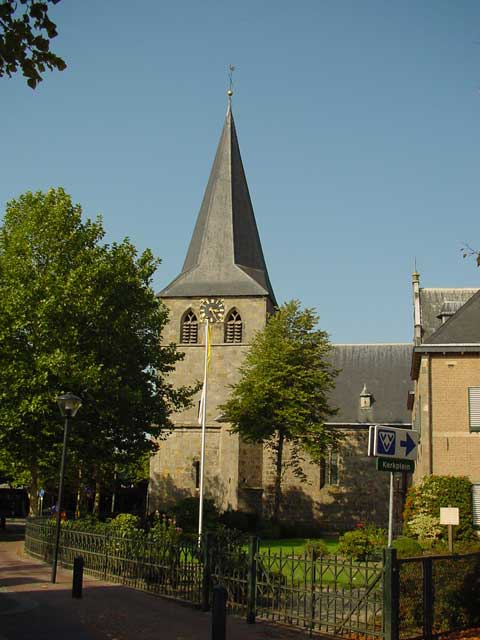
Die St.-Nikolaus-Kirche in Denekamp

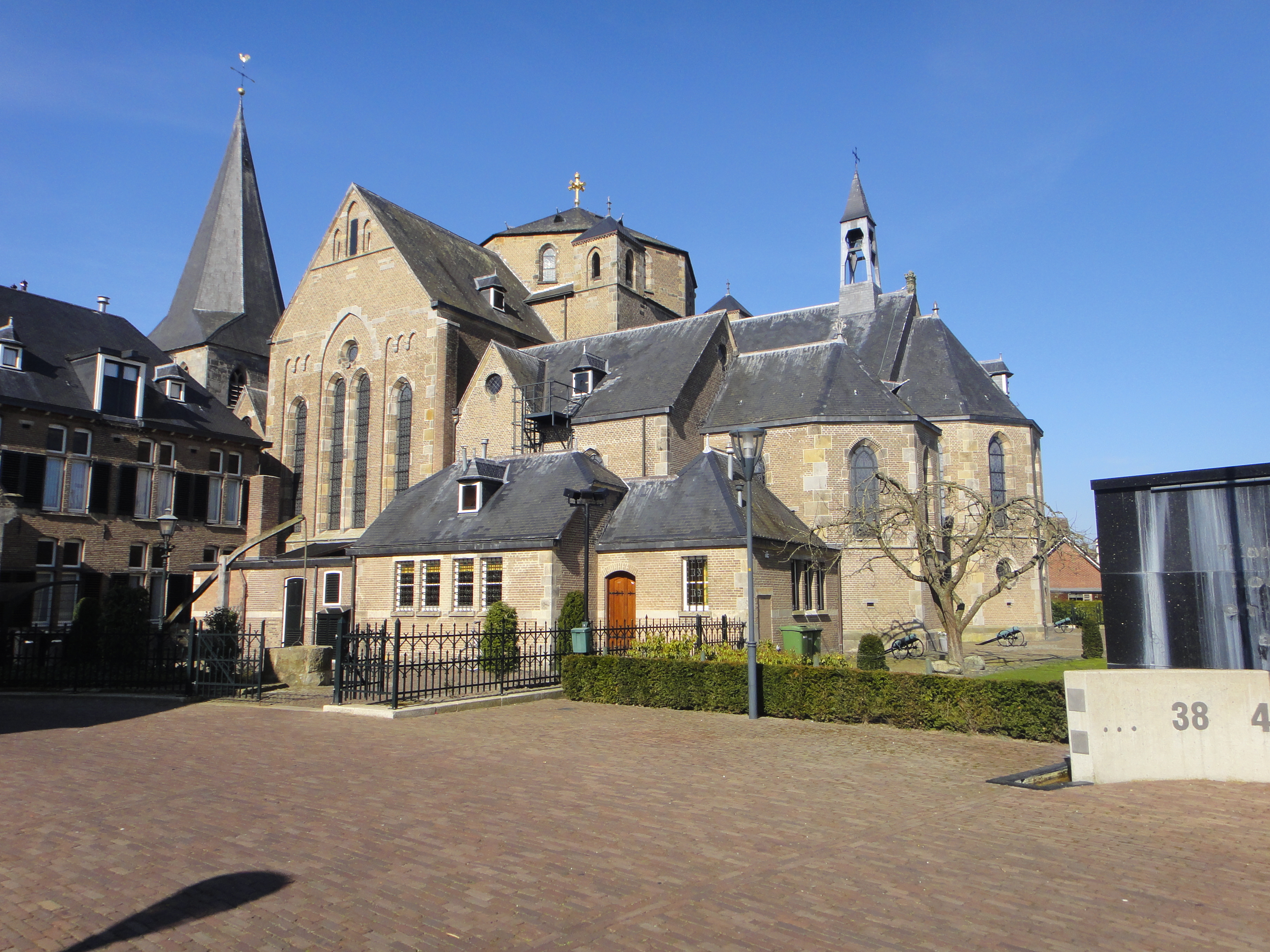
Ansicht von Südosten

Die St.-Nikolaus-Kirche (nl: Sint-Nicolaaskerk) ist eine Nikolaus von Myra geweihte römisch-katholische Kirche im niederländischen Denekamp. Sie ist im frühgotischen Stil aus Bentheimer Sandstein erbaut und steht im Stadtzentrum an der Nicolaasplein, wo seit 1276 eine Kirche nachgewiesen ist.
Das Gebäude hat zahlreiche Umbauten und Erweiterungen erlebt; der letzte große Umbau datiert von 1919 und die letzte größere Restaurierung von 1977. Bekannt ist die Kirche insbesondere durch ihre drei Glocken, wovon zwei in den Jahren 1518 und 1530 gegossen wurden und die Besonderheit, dass Turm und Glocken der Gemeinde Denekamp und nur das restliche Bauwerk der Pfarrei gehören.
Die Kirche steht unter Denkmalschutz.

## Geschichte
Im Kirchenregister von 1276 wird in Denekamp, damals Demnichem genannt, erstmals eine selbständige Pfarrgemeinde mit eigener Kirche und Pastor erwähnt. Eine wichtige Rolle bei der Gründung dieser Kirche dürfte das Frauenkloster zu Metelen bei Burgsteinfurt gespielt haben.
Dieses erste Kirchengebäude hatte einen Innenraum von rund 10 mal 10 Metern mit einem Presbyterium auf der Ostseite. Das ursprüngliche Südportal ist noch erhalten. Um 1350 entstand auf der Westseite im frühgotischen Stil aus Bentheimer Sandstein ein weiterer etwa gleich großer Innenraum. Vor 1436 (der Datierung die die älteste erhaltene Glocke aufweist) wurde die Westseite mit einem 51 Meter hohen dreigliedrigen Turmgebäude versehen, das mit einer achtseitigen eingeschnürten Spitze versehen ist.
1633 wurde die Kirche den Protestanten zuerkannt. 1809 wurde sie auf Veranlassung von König Lodewijk Napoleon  an die Katholiken zurückgegeben, die mittlerweile fast 90 Prozent der Bevölkerung ausmachten. Turm und Glocken fielen der Gemeinde zu, so dass alle Konfessionen die Glocken läuten durften. Die Protestanten erhielten eine Entschädigung und bauten 1810 eine eigene kleine Kirche in der Grote Straat. Im selben Jahr wurde die Nikolaus-Kirche erheblich erweitert: Der Chor wurde abgebrochen und durch einen rechteckigen schnörkellosen Bau, wiederum aus Bentheimer Sandstein, ersetzt.
1910, als die Pfarrgemeinde rund 3.500 Mitglieder zählte, wurde eine erhebliche Erweiterung begonnen: Der Anbau von 1810 wurde entfernt und stattdessen eine bedeutend größere Kuppelkirche angebaut. Architekt war Wolter te Riele aus Deventer. Er verwendete den abgebrochenen Sandstein wieder, für die Säulen entschied er sich für bayerischen Granit. Die Außenwände des neugotischen Teils bestehen allerdings größtenteils aus hellgelbem Backstein. 1912 entstand der Bogen zwischen alter und neuer Kirche, der den Schutzheiligen der Kirche, den heiligen Nikolaus, zeigt. Der Chor befand sich ursprünglich im nördlichen Teil der neuen Kuppelkirche und wurde 1919 in einen Anbau im alten Kirchenteil verlegt.
1965/66 fanden die letzten tiefergreifenden Umbauarbeiten statt. Architekten waren J.H. Sluijmer & Zoon (J.H. Sluijmer Sr. (1894–1979) and J.H. Sluijmer Jr. (* 1927)). Der Hochaltar erhielt die Funktion eines Sakramentaltars, und mehr zur Mitte der Kirche hin wurde ein neuer Hochaltar errichtet. Weiterhin erhielt die Kirche einen neuen Eingang auf der Nordseite. 1977 fand die bislang letzte Gesamtrenovierung der Innenräume und der Einrichtung statt.

## Orgel
Die Orgel wurde 1924 von Johannes Josephus Elbertse erbaut, der 1917 die Elbertse Orgelmakers BV gegründet hatte. Bis 1985, vor der Restaurierung durch den Orgelbauer Vermeulen aus Alkmaar, war sie an der Rückwand aufgestellt, seither befindet sie sich rechts vom Dreifaltigkeitsaltar. Das Instrument hat 20 Register auf zwei Manualen und Pedal. Die Trakturen sind mechanisch.
| I Hauptwerk C–g3 |                |     |
| 1.               | Bourdon        | 16′ |
| 2.               | Prestant       | 8′  |
| 3.               | Roerfluit      | 8′  |
| 4.               | Octaaf         | 4′  |
| 5.               | Fluit          | 4′  |
| 6.               | Octaaf         | 2′  |
| 7.               | Mixtuur III-V  |     |
| 8.               | Sesquialter II |     |
| 9.               | Trompet        | 8′  |

| II Nebenwerk C–g3 |             |       |
| 10.               | Bourdon     | 8′    |
| 11.               | Salicionaal | 8′    |
| 12.               | Prestant    | 4′    |
| 13.               | Fluit       | 4′    |
| 14.               | Piccolo     | 2′    |
| 15.               | Superquint  | 1 ⁄3′ |
| 16.               | Scherp III  |       |
| 17.               | Basson      | 8′    |
|                   | Tremolo     |       |

| Pedalwerk C–f1 |           |     |
| 18.            | Subbas    | 16′ |
| 19.            | Octaafbas | 8′  |
| 20.            | Prestant  | 4′  |